# والتر بوك
والتر بوك (بالألمانية: Walter Bock)‏ هو كيميائي ألماني، ولد في 20 يناير 1895 في Wenzen ‏ في ألمانيا، وتوفي في 20 أكتوبر 1948.

## وصلات خارجية
- والتر بوك على موقع الموسوعة البريطانية (الإنجليزية)